# Roberto Albores Guillén
Roberto Armando Albores Guillen (Comitán de Domínguez, Chiapas, dia 10 de fevereiro de 1943) é um político e economista mexicano.

## Biografia
Ele se formou em Economia na Universidad Nacional Autónoma de México e afiliou-se ao Partido Revolucionário Institucional em 1964. Em 1967 ele passa a trabalhar no setor público, chegando a ser diretor geral da Companhia Nacional de Subsistencias Populares de 1970 a 1973.
Ele também ocupou os cargos de subdiretor de finais desta mesma companhia entre 1973 a 1976, diretor geral de Desenvolvimento Comercial da Fronteira, e subdiretor de Difusão e Relações Públicas na Secretaria de Comércio, em 1979. Dentro do Departamento do Distrito Federal é designado como delegado político em Venustiano Carranza de 1989 a 1992.
Substituiu o governador de Chiapas de 7 de janeiro de 1998 até a conclusão do mandato no dia 8 de dezembro de 2000.